# Eclipta malthinoides
Eclipta malthinoides là một loài bọ cánh cứng thuộc họ Xén tóc. Loài này được Bates mô tả năm 1870.